# Teorija modela
Teorija modela je dio matematike koji se bavi realizacijama aksiomatskih teorija u terminima drugih matematičkih struktura. Te realizacije zovemo modelima teorije. Ako takva realizacija postoji tada to povlači odnosnu (relativnu) neproturječnost teorije. Na primjer, poznato je nekoliko modela geometrije Lobačevskog u terminima objekata Euklidske geometrije. Dakle, ako je Euklidska geometrija neproturječna tada je i geometrija Lobačevskog neproturječna. 
Aksiomatske teorije su dane sintaktički u terminima nekog formalnog jezika i u okviru nekog logičkog sustava. Svaka teorija je sintaktički određena skupom simbola (na primjer simboli konstanti, varijabli, relacijski i funkcijski simboli, te logički simboli, tj. logički operatori, zagrade, kvantifikatori), pravilima formalnog jezika koji određuje koje kombinacije (tipično nizovi) simbola čine dobro definirane formule, koje dobro definirane formule su rečenice formalnog jezika (tj. mogu imati logičko značenje) i na kraju koje rečenice se uzimaju kao istinite (aksiomi teorije). Logički sustavi određuju i pravila zaključivanja, pa istiniti moraju biti i svi zaključci na osnovu rečenica koje su istinite (teoremi teorije).
Svi simboli teorije koji predstavljaju nelogičke objekte (konstantski, relacijski i funkcijski simboli) moraju imati svoju interpretaciju u modelu. Rečenice koje su istinite u aksiomatskoj teoriji moraju biti zadovoljene u njenom modelu, kad rečenicu teorije interpretiramo pomoću interpretacija simbola i pravila interrpetacije složenih formula. Tako cijela teorija dobiva interpretaciju, pa simboli i rečenice nisu više apstraktni nego označavaju objekte i tvrdnje u danom modelu, time dobivaju svoju semantiku. 
Ta priča je najbolje razvijena u slučaju teorija prvog reda u okviru logike predikata. Pod signaturom teorije naziva se skup njenih konstantskih, relacijskih i funckijskih simbola. Najprije se definira pojam strukture za danu signaturu kao skupa M zajedno s interpretacijom simbola dane signature u terminima skupa M (n-arni relacijski simbol se interrpetira kao n-arna relacija na M, funkcijski simbol s n-argumenata kao funkcija iz n-te Kartezijeve potencije skupa M u M, i konstantski simbol kao element u M). Prema pravilima se tada interpretacija izvodi za formule. Model je grubo govoreći, struktura (teoriji pripadne signature) takva da su sintaktički istinite rečenice teorije semantički istinite za danu interpretaciju (uključujući valuaciju individualnih varijabli).  
Teorem potpunosti teorija prvog reda kaže da je neka rečenica u teoriji prvog reda teorem onda i samo onda ako vrijedi u svim modelima te teorije. 
Fiksirajmo neku aksiomatsku teoriju T. Kažemo da je neka rečenica jezika teorije T nezavisna od aksioma te teorije ako opstoje modeli teorije T u kojima je ta rečenica točna i modeli u kojima ta rečenica nije točna. 
Najveći dio suvremene teorije modela traži modele aksiomatskih teorija u terminama teorije skupova. 
Literatura
- Mladen Vuković, Matematička logika, Element, Zagreb 2009., 215 str.
- Mladen Vuković, Matematička logika 1, skripta, Zagreb 2007., http://www.mathos.unios.hr/logika/Logika_skripta.pdf  Arhivirana inačica izvorne stranice od 6. listopada 2022. (Wayback Machine)
- Chang, Chen Chung i Keisler, H. Jerome. 1990. [1973] Model Theory. Studies in Logic and the Foundations of Mathematics. 3rd izdanje. Elsevier. ISBN 978-0-444-88054-3
- Hodges, Wilfrid. 1993. Model theory. Cambridge University Press. ISBN 0-521-30442-3
- Hodges, Wilfrid. 1997. A shorter model theory. Cambridge University Press. Cambridge. ISBN 978-0-521-58713-6
- Tent, Katrin i Ziegler, Martin. 2012. A Course in Model Theory. Cambridge University Press. ISBN 9780521763240